# 30244 Linhpham
30244 Linhpham è un asteroide della fascia principale. Scoperto nel 2000, presenta un'orbita caratterizzata da un semiasse maggiore pari a 2,2109729 UA e da un'eccentricità di 0,1231823, inclinata di 7,09835° rispetto all'eclittica.